# Krassilovia mongolica
Krassilovia mongolica — викопний вид хвойних рослин вимерлого ряду Voltziales, що існував у ранній крейді. Описаний з відбитка гілки з листям та шишками у 2015 році. У дослідженні, що опубліковане у січні 2020 року, відзначено схожість листя цього виду з листям Podozamites harrisii, тому, ймовірно, вони належать до одного виду. Також, на основі унікальної будови листя, вид виділено до окремої родини Krassiloviaceae.

## Опис
Листя розташоване почергово. Листочки подовгасті, стрічкоподібної форми, з численними помітними жилками. Шишка округла, зі спірально розташованими лусочками, що прикріплені на тонкій осі. Лусочки на краях оснащенні колючки, а в основі містять 3-5 крилатих насінин.